# Quercus diversifolia
Quercus diversifolia, és una espècie de roure que pertany a la família de les fagàcies i està dins de la secció dels roures blancs.

## Descripció
És un petit roure que creix menys de 3 m d'alçada, amb un tronc poques vegades recte i cobert d'una escorça fosca, arrugada. Té moltes branques alternes que es ramifiquen de nou, i multitud de fulles aovades molt senceres de 38,10 mm de llarg, i altres grans, amb dents gruixudes a la part superior cap a la punta. Totes són verdes i llises i sense pèls a la part superior, borroses i groc-fosques a la part inferior. Els seus pecíols tenen poc més d'una línia i dos estípules, oblongues, escarioses, vermelloses, que cauen fàcilment, més amples per dalt que a la base. Els fruits estan asseguts en nombre de quatre o cinc cap a l'extremitat d'un peduncle comú filiforme, d'unes dues polzades i axil·lar. Els calzes són globosos com grans pèsols, coberts de petites escates, i en ells hi ha les glans que amb prou feines superen en longitud.

## Distribució
Creix a centreamèrica i nord-est de Mèxic.

## Sinonímia
- Quercus ambigua Bonpl.
- Quercus bonplandiana Sweet (Il·legítim)
- Quercus tomentosa var. diversifolia (Née) A.DC.